# Aeroporto Internazionale Jinnah
L'Aeroporto Internazionale Jinnah (in urdu قاۂد اعظم بین الاقوامی ہواگاہ) (IATA: KHI, ICAO: OPKC), già indicato come Drigh Road Airport, è un aeroporto pakistano situato a Karachi, la più grande città e capitale commerciale del Pakistan nonché capoluogo della provincia del Sindh, Lo scalo, che opera voli sia nazionali che internazionali, è dedicato a Mohammad Ali Jinnah, considerato il padre fondatore del Pakistan.
L'aeroporto è gestito dalla Civil Aviation Authority (CAA) ed è hub per la compagnia di bandiera Pakistan International Airlines (PIA) e, tra le altre, le compagnie aeree Aero Asia, Airblue e Shaheen Air. L'aeroporto è dotato di strutture di ingegneria aeronautica e revisione tra cui Ispahani Hangar per velivoli a fusoliera larga.